# Natalia Orive
Natalia Orive Siviter (Birmingham, Reino Unido, 21 de mayo de 1988) es una jugadora de fútbol sala española y presidenta de la Asociación de Jugadoras de Fútbol Sala (AJFSF). Juega en el CD Leganés FS de la Primera División de fútbol sala femenino de España.

## Trayectoria deportiva
Comenzó su carrera profesional en el 2001 en la Agrupación Deportiva Alcorcón FSF de la Primera División. Estuvo allí por 15 temporadas, durante las cuales pasó por todas las categorías. Con el Alcorcón FSF fue campeona de liga, consiguió el ascenso a Primera División, fue subcampeona de la Copa de España, y campeona de España con la selección madrileña en categoría absoluta y sub-23.
En el 2016 se fue a jugar al Club Colmenarejo FS de la Segunda División. En la temporada 2021-22 ficha por el CD Leganés FS, que supone su vuelta a la máxima categoría.

## Actividad académica y profesional
Es licenciada en Ciencias de la Actividad Física del Deporte en la Universidad Politécnica de Madrid (INEF 2007-2012). Grado Internacional en Sport Management por la Universidad UCN Alborg de Dinamarca (UCN 2015-2019), entrenadora nivel 3 de fútbol sala por la RFEF desde el año 2015. Curso Coaching y Liderazgo Deportivo las 7P'S (INCOADE 2014) Vicepresidenta de la Asociación de Deportistas de Élite de Europa (EU ATHLETES 2017) y miembro de su Junta Directiva desde el año 2015. Miembro de la Comisión Mujer y Deporte del Comité Olímpico Español desde 2018. Miembro de la Junta Directiva de Asociación de Jugadores de Fútbol Sala desde el 2014.
Es escritora del Comité Paralímpico Español para el capítulo "Análisis Internacional del deporte de personas con discapacidad en los principales países" en El libro blanco del deporte para personas con discapacidad en España publicado en 2018 e intérprete del Comité Paralímpico Español en los Juegos Paralímpicos de Londres 2012.
Entrenadora de la Universidad Politécnica de Madrid de fútbol sala y fútbol femenino desde 2017.

## Estadísticas

### Clubes
Actualizado al último partido jugado el 6 de junio de 2023.
| Club | Div.          | Temporada     | Liga  | Liga  | Liga       | Liga      | Copas nacionales(1) | Copas nacionales(1) | Copas nacionales(1) | Copas nacionales(1) | Torneos internacionales(2) | Torneos internacionales(2) | Torneos internacionales(2) | Torneos internacionales(2) | Total(3) | Total(3) | Total(3)   | Total(3)  |
| Club | Div.          | Temporada     | Part. | Goles | Amonestado | Expulsado | Part.               | Goles               | Amonestado          | Expulsado           | Part.                      | Goles                      | Amonestado                 | Expulsado                  | Part.    | Goles    | Amonestado | Expulsado |
| --- | ------------- | ------------- | ----- | ----- | ---------- | --------- | ------------------- | ------------------- | ------------------- | ------------------- | -------------------------- | -------------------------- | -------------------------- | -------------------------- | -------- | -------- | ---------- | --------- |
| AD Alcorcón FSF · España |               |               |       |       |            |           |                     |                     |                     |                     |                            |                            |                            |                            |          |          |            |           |
| 1.ª |               |               |       |       |            |           |                     |                     |                     |                     |                            |                            |                            |                            |          |          |            |           |
| 2010-11* | 13            | 2             | 0     | 0     | -          | -         | -                   | -                   | -                   | -                   | -                          | -                          | 13                         | 2                          | 0        | 0        |            |           |
| 2.ª |               |               |       |       |            |           |                     |                     |                     |                     |                            |                            |                            |                            |          |          |            |           |
| 2011-12 |               | -             | -     | -     | -          | -         | -                   | -                   | -                   | -                   | -                          | -                          |                            | -                          | -        | -        |            |           |
| 1.ª | 2012-13       | 23            | 4     | 4     | 0          | 2         | 0                   | 0                   | 0                   | -                   | -                          | -                          | -                          | 25                         | 4        | 4        | 0          |           |
| 1.ª | 2013-14       | 27            | 7     | 3     | 0          | 2         | 0                   | 0                   | 0                   | -                   | -                          | -                          | -                          | 29                         | 7        | 3        | 0          |           |
| 1.ª | 2014-15       | 28            | 10    | 4     | 0          | 1         | 0                   | 0                   | 0                   | -                   | -                          | -                          | -                          | 29                         | 10       | 4        | 0          |           |
| 1.ª | 2015-16       | 24            | 3     | 0     | 0          | 1         | 0                   | 0                   | 0                   | -                   | -                          | -                          | -                          | 25                         | 3        | 0        | 0          |           |
| Total club | Total club    | 115           | 26    | 11    | 0          | 6         | 0                   | 0                   | 0                   | -                   | -                          | -                          | -                          | 121                        | 26       | 11       | 0          |           |
| Colmenarejo FS · España |               |               |       |       |            |           |                     |                     |                     |                     |                            |                            |                            |                            |          |          |            |           |
| 2.ª |               |               |       |       |            |           |                     |                     |                     |                     |                            |                            |                            |                            |          |          |            |           |
| 2016-17 |               | -             | -     | -     | -          | -         | -                   | -                   | -                   | -                   | -                          | -                          |                            | -                          | -        | -        |            |           |
| 2017-18 |               | -             | -     | -     | -          | -         | -                   | -                   | -                   | -                   | -                          | -                          |                            | -                          | -        | -        |            |           |
| 2018-19 |               | -             | -     | -     | -          | -         | -                   | -                   | -                   | -                   | -                          | -                          |                            | -                          | -        | -        |            |           |
| 2019-20 |               | -             | -     | -     | -          | -         | -                   | -                   | -                   | -                   | -                          | -                          |                            | -                          | -        | -        |            |           |
| 2020-21 |               | -             | -     | -     | -          | -         | -                   | -                   | -                   | -                   | -                          | -                          |                            | -                          | -        | -        |            |           |
| Total club | Total club    | -             | -     | -     | -          | -         | -                   | -                   | -                   | -                   | -                          | -                          | -                          | -                          | -        | -        | -          |           |
| CD Leganés FS · España |               |               |       |       |            |           |                     |                     |                     |                     |                            |                            |                            |                            |          |          |            |           |
| 1.ª |               |               |       |       |            |           |                     |                     |                     |                     |                            |                            |                            |                            |          |          |            |           |
| 2021-22 | 28            | 6             | 6     | 0     | 2          | 2         | 1                   | 0                   | -                   | -                   | -                          | -                          | 30                         | 8                          | 7        | 0        |            |           |
| 2022-23 | 27            | 3             | 3     | 0     | 1          | 1         | 2                   | 0                   | -                   | -                   | -                          | -                          | 28                         | 4                          | 5        | 0        |            |           |
| Total club | Total club    | 55            | 9     | 9     | 0          | 3         | 3                   | 3                   | 0                   | -                   | -                          | -                          | -                          | 58                         | 12       | 12       | 0          |           |
| Total carrera | Total carrera | Total carrera | 170   | 35    | 20         | 0         | 9                   | 3                   | 1                   | 0                   | -                          | -                          | -                          | -                          | 179      | 38       | 23         | 0         |
| (1) Incluye datos de Copa de España / Supercopa de España. (2) Incluye datos de Campeonato de Europa de Clubes y Copa Intercontinental. (3) No incluye datos de partidos amistosos. |               |               |       |       |            |           |                     |                     |                     |                     |                            |                            |                            |                            |          |          |            |           |

Nota: En la temporada 2010-11 faltan por comprobar 11 jornadas

## Enlaces relacionados
- https://as.com/masdeporte/2021/02/09/polideportivo/1612878752_076159.html
- https://www.cuv3.com/2014/07/27/natalia-se-queda-cerca-del-titulo-de-nuevo/ Archivado el 14 de junio de 2021 en Wayback Machine.
- https://ctxt.es/es/20190828/Deportes/27977/Maria-Cappa-Natalia-Orive-asociacion-jugadoras-futbol-sala.htm

- Datos: Q108367447